# Франц Краніх
Франц Краніх (нім. Franz Kranich; 29 серпня 1913, Балленштедт — 7 лютого 2005, Бад-Енгаузен) — німецький офіцер-підводник, капітан-лейтенант крігсмаріне. Кавалер Німецького хреста в золоті.

## Біографія
1 липня 1933 року вступив на флот. З січня 1939 року служив на есмінці «Теодор Рідель», того ж місяці переведений на «Ганс Лоді». З жовтня 1940 року — вахтовий офіцер на міноносці «Бруммер», з листопада 1940 року — на протичовновому катері Uj-1208. З червня 1941 року — командир Uj-1404 і Uj-1407. В квітні-жовтні 1944 року пройшов курс підводника, з жовтня 1944 по січень 1945 року — курс командира підводного човна, після чого був переданий в розпорядження 5-ї флотилії. З 1 травня 1945 року — командир U-3525. 3 травня 1945 року наказав затопити човен в рамках операції «Регенбоген». 8 травня 1945 року взятий в полон британськими військами.

## Звання
- Рекрут (1 липня 1933)
- Оберматрос (1 жовтня 1934)
- Штабсматрос (1 жовтня 1935)
- Штурмансмат (1 січня 1936)
- Оберштурмансмат (1 лютого 1938)
- Оберштурман (1 січня 1939)
- Оберфенріх-цур-зее (1 листопада 1940)
- Лейтенант-цур-зее (1 січня 1941)
- Оберлейтенант-цур-зее (1 січня 1942)
- Капітан-лейтенант (1 грудня 1944)

## Нагороди
- Медаль «За вислугу років у Вермахті» 4-го класу (4 роки)
- Залізний хрест
  - 2-го класу (20 листопада 1939)
  - 1-го класу (січень 1942)
- Нагрудний знак есмінця (19 жовтня 1940)
- Нагрудний знак мінних тральщиків (1941)
- Німецький хрест в золоті (13 листопада 1943)